# Хенриксен, Олаф
Олаф Хенриксен (англ. Olaf Henriksen; 26 апреля 1888, Киркеруп — 17 октября 1962, Норвуд, Массачусетс) — американский бейсболист датского происхождения, аутфилдер. Выступал в Главной лиге бейсбола с 1911 по 1917 год, всю карьеру провёл в составе клуба «Бостон Ред Сокс». Трёхкратный победитель Мировой серии.

## Биография
Олаф Хенриксен родился 26 апреля 1888 года в деревне Киркеруп, ныне являющейся частью города Роскилле. Он был третьим ребёнком в семье Йенса Петера и Анны Хенриксенов, переехавших в США через несколько месяцев после его рождения. Всего у них было девять детей. Детство Хенриксена прошло в Кантоне, расположенном к югу от Бостона. Во время учёбы в школе он начал играть в бейсбол за различные команды из Кантона, затем выступал и в окрестных городах.
В 1907 году он попал в полупрофессиональную команду из Стоутона, игравшей в лиге Олд Колони. Успешное выступление в её составе привлекло к Хенриксену внимание скаута команды «Броктон Тайгерс» из Лиги Новой Англии и в конце 1908 года он подписал с ней контракт. На старте сезона 1909 года он произвёл впечатление на болельщиков и журналистов своей скоростью и способностью регулярно попадать на базы, несмотря на малое число хитов. К середине чемпионата показатель отбивания Хенриксена составлял всего 12,8 %, но он был лидером команды по количеству заработанных ранов. В конце сезона, несмотря на перенесённую травму, по этому показателю он стал лидером лиги. Столь же результативно он играл и в 1910 году. По ходу следующего сезона Хенриксен стал одним из самых эффективных отбивающих Лиги Новой Англии. В июле он первым в её истории достиг отметки в 100 сделанных хитов, а в августе его контракт был выкуплен клубом Главной лиги бейсбола «Бостон Ред Сокс».
В основном составе «Ред Сокс» Хенриксен дебютировал 11 августа 1911 года, заменив травмированного Харри Хупера. В первых матчах за команду он отбивал с показателем 43,3 %, но в конце месяца в столкновении с партнёром по команде Трисом Спикером сломал ребро и травмировал ногу. После восстановления он в основном выполнял роль дублёра для аутфилдеров Спикера, Хупера и Даффи Льюиса, и выходил в роли пинч-хиттера или пинч-раннера. В регулярном чемпионате 1912 года Хенриксен принял участие в 44 матчах с показателем отбивания 32,1 %. В сентябре команда досрочно выиграла чемпионат Американской лиги. Соперником «Ред Сокс» в Мировой серии стали «Нью-Йорк Джайентс». В седьмом иннинге решающей восьмой встречи Хенриксен выбил дабл, позволивший команде сравнять счёт. После окончания серии Трис Спикер в интервью газете Boston Daily Globe назвал его одним из героев финала.
Сезон 1913 года «Ред Сокс» завершили на четвёртом месте. Хенриксен в нём играл мало, пропустив значительное время из-за аппендицита. В 1914 году он принял участие в 63 матчах, отбивая с показателем 26,3 %. Шестого октября он выбил свой единственный хоум-ран в Главной лиге бейсбола. В последующих двух сезонах «Бостон» дважды выиграл Мировую серию со счётом 4:0. В обоих финалах Хенриксен появлялся на поле как пинч-хиттер, заработав один уок и один ран. В регулярных чемпионатах 1915 и 1916 годов его показатель отбивания находился около отметки 20,0 %. В следующем сезоне, ставшем последним в его карьере в лиге, Хенриксен отбивал с показателем 8,3 %. В июне его продали в команду Американской ассоциации «Толидо Мад Хенс», но он отказался играть за неё.
Завершив профессиональную карьеру, Хенриксен устроился на работу в Бостоне, одновременно тренируя одну из городских команд. С 1922 по 1924 год он был главным тренером бейсбольной команды Бостонского колледжа. Позже он вернулся в Кантон, где зарабатывал на жизнь малярными работами.
Олаф Хенриксен скончался 17 октября 1962 года от рака лёгких. По состоянию на 2010 год он оставался единственным уроженцем Дании, игравшим в Главной лиге бейсбола.